# San Zeno Naviglio
San Zeno Naviglio là một đô thị trong tỉnh tỉnh Brescia thuộc vùng Lombardia, Ý. Đô thị này có diện tích 6 km², dân số 3812 người. Các đơn vị dân cư trực thuộc là: Aspes, Caselle, Garza, Sörèc. Các đô thị giáp ranh gồm: Borgosatollo, Brescia, Flero, Poncarale